# エーヌ・ヴァン・ギゼゲム
エーヌ・ヴァン・ギゼゲム（あるいはハイネ・ファン・ヒゼヘムなどとも、Hayne van Ghizeghem, 1445年ごろ - 1472年かそれ以降）は、ブルゴーニュ公国のルネサンス音楽の作曲家・軍人。たぶんヘント近郊ギゼゲムの出身で、シャルル突進公によるボーヴェー攻囲のさなかに戦死した。
多くの作品が残されているものの、生涯についてはほとんど不明である。シャロレー伯シャルル（後のシャルル突進公）によって楽才を認められ、シャルルの音楽教師に選ばれる。1467年にブルゴーニュ宮廷に声楽家として雇われ、アドリアン・バザンやアントワーヌ・ビュノワらとともに、シャルルの「歌手兼従士 chantre et valet de chambre」に指名される。この地位は、ギゼゲムが格別の評価を得ていたことを物語っている。
ギゼゲムはブルゴーニュ宮廷に音楽家として仕えただけでなく、士官としても雇われていた。このことは、シャルルによるリエージュ攻撃に先んじて、ギゼゲムのために武具を購入したとの記録によって裏付けられる。シャルルは、音楽と戦争を等しく愛し、娯楽にこだわったために、戦地に音楽家を同行させた。しかしながら、有名な音楽家で戦士としてシャルル公に従ったのは、ギゼゲムぐらいのものであった。ギゼゲムは1472年にボーヴェー攻略に加わったが、シャルルはフランス軍によってはっきり撃退された。ギゼゲムは、このとき戦死したものと長らく見なされてきたが、近年の現存作品の研究によって、1472年以降も創作活動を続けていたらしく、1472年かそれ以前に様式的発展が見られることが浮き彫りにされてきた。現代の研究者は、ギゼゲムが戦争を生き延び、フランス宮廷に活動の場を求めたと主張している。当時ブルゴーニュの音楽家は、高い評価を得ていたため、ギゼゲムほど高名な歌手・作曲家であれば、フランス王国のかつての敵であったとしても、たやすく赦されたに違いない。
ギゼゲムはもっぱらシャンソンの作曲家として名高く、そのほとんどがロンドーである。とりわけ、《去るがよい、悲しみよ Allez regrets》と《僕の彼女はいいところばかり De tous biens plaine》の2曲は、15世紀後半のヨーロッパにおいてきわめて有名になり、印刷技術が発明されるまでに25の異なる史料に筆写されただけでなく、後進作曲家によって定旋律に援用された。ほとんどの作品が4声体で作曲されており、ブルゴーニュ楽派に典型的な、単純明快なテクスチュアを採り、主旋律は最上声部に置かれている。
ギゼゲム作品とはっきり認められた作品は11曲しかないものの、ギゼゲム作曲の可能性のある作品のうち、その多くが「作者不詳」と分類されているのかもしれない。